# チャネル諸島国立公園

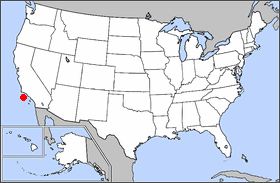
チャネル諸島国立公園の位置

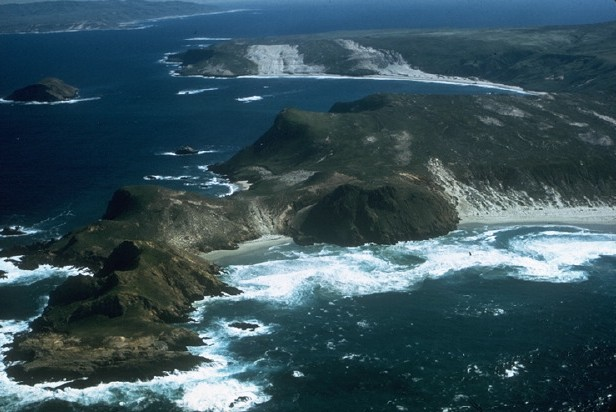
チャネル諸島国立公園

チャネル諸島国立公園（チャネルしょとうこくりつこうえん、Channel Islands National Park）は、太平洋、カリフォルニア州の沖合いにあるチャネル諸島の8つの島のうち5島で構成される国立公園である。

## 概要
公園に含まれる島々は、カリフォルニア南部の海岸沿いに、サンタ・バーバラの近くのコンセプション岬からロサンゼルス南西のサンクレメンテ島まで広がっている。公園の本部とロバート・J・ラゴマルシノ・ビジター・センターは、ヴェンチュラ市にある。
チャネル諸島国立公園は、幅広い重要な自然および文化資源の本拠となっている。1938年4月26日、国定公園に、1980年3月5日に国立公園に昇格した。なお、一帯は1976年にユネスコの生物圏保護区に指定されたが、生物圏保護区の指定範囲は8島全域である。
2,000種を超える動植物を公園内で見ることができる。しかし、わずか3種の哺乳類だけがチャネル諸島の固有種で、そのうちの1つがシカシロアシネズミで、ハンタウイルス属のシンノンブルウイルスを運ぶことで知られる。マダラスカンクとシマハイイロギツネもチャネル諸島の固有種である。
公園内に生息する他の動物は、サンタクルスカケス、ゼニガタアザラシ、カリフォルニアアシカ、シマハイイロギツネ、マダラスカンク、シマコブトカゲ、メンフクロウ、アメリカチョウゲンボウ、ハマヒバリ、ニシマキバドリ、カリフォルニアカッショクペリカンなどである。
145種が島固有種で、世界の他の場所では見られない。海の生物は、微小なプランクトンから、絶滅の危機に瀕する地球上で過去最大の動物シロナガスクジラまで、多岐にわたる。歴史を10,000 年以上遡ることのできる考古学、文化的な資源を有する。チャネル諸島は、興味を抱かせるくらい人口密度の高いカリフォルニア州南部に近く見えるが、隔離されているため比較的開発が進んでいない。
公園の広さは、1010km²（390平方マイル）。そのうち半分は海の下で、残り半分は次の島々を含む。
- サンミゲル島（英語版）（San Miguel Island、38km²、9,325エーカー）
- サンタローザ島（英語版）（Santa Rosa Island、214km²、52,794エーカー）
- アナカパ島（英語版）（Anacapa Island、2.8km²、699エーカー）
- サンタバーバラ島（英語版）（Santa Barbara Island、2.6km²、639エーカー）
- サンタクルス島（Santa Cruz Island、245km²、60,645 エーカー）

サンタクルス島は、島の76%はネイチャー・コンサーヴァンシーが所有、残り24%は国立公園局が所有。

## 訪問者数
公園の米国本土にあるビジター・センターへの年間訪問者数は、300,000人である。チャネル諸島と海への訪問者数は少なく、約30,000人が島を訪れ、その他60,000人が公園内の海だけを訪れる。ほとんどの訪問者は夏に公園を訪れるが、回遊していくコククジラやザトウクジラ、シロナガスクジラなどや見事な野草の眺めるために冬と春に訪れる人もいる。秋は、通常は晴れており、風は穏やかで海は澄んでいるため、ダイビングだけでなく公園を旅するには良い季節である。